# 모토촌 (도쿄도)
모토촌(元村)은 도쿄도 오시마 지청에 설치되었던 촌이다. 현재의 오시마정에 해당한다.